# Thecla wagenknechti
Thecla wagenknechti är en fjärilsart som beskrevs av Emilio Ureta 1948. Thecla wagenknechti ingår i släktet Thecla och familjen juvelvingar. Inga underarter finns listade i Catalogue of Life.